# Pseudocercospora griseola
Pseudocercospora griseola är en svampart som först beskrevs av Pier Andrea Saccardo, och fick sitt nu gällande namn av Crous & U. Braun 2006. Pseudocercospora griseola ingår i släktet Pseudocercospora och familjen Mycosphaerellaceae.   Inga underarter finns listade i Catalogue of Life.